# ビテクスコ・フィナンシャルタワー
ビテクスコ・フィナンシャルタワー（Bitexco Financial Tower、ベトナム語：Tòa nhà Bitexco Financial / 座家Bitexco Financial）はベトナム・ホーチミン市の1区にある超高層ビル。

## 概要
ビテクスコ・グループ所有のビルで高さ265.5メートルの地上68階・地下3階建、設計は Carlos Zapata Studioが、施工はヒュンダイE＆Cが担当している。2007年に建設が始まり、2010年10月に完成した。賃貸オフィスや会議場・商業施設・展望台（入場料200,000ベトナムドン）・ヘリポートなどが置かれている。